# Xã Niven, Quận Jefferson, Arkansas
Xã Niven (tiếng Anh: Niven Township) là một xã thuộc quận Jefferson, tiểu bang Arkansas, Hoa Kỳ. Năm 2010, dân số của xã này là 1.682 người.